# 意堤
意堤（英語：Poggibonsi）是愉景灣第16期住宅項目，位於香港新界大嶼山愉景灣堤畔徑3號，發展商為香港興業。

## 概述
意堤由3座大廈組成，共提供196個單位，單位實用面積介乎344至1844平方呎；當中包含開放式單位、1房戶、2房戶、3房戶、5伙特色平台戶及6伙特色天池戶。意堤不少單位坐向南或東南，部分單位更可同時享有二白灣及三白灣海景，甚至可以遠眺迪士尼樂園。意堤也是愉景灣近30年來再有提供開放式單位的期數項目。